# André Pairault
André Pairault, né le 27 juillet 1897 à Basse-Terre (Guadeloupe) et mort le 29 décembre 1971 à Paris, est un homme politique français.

## Biographie
Ingénieur polytechnicien et docteur en droit, est un des dirigeants de l'Union sociale d'ingénieurs catholiques. Résistant, membre du Comité de la Libération du 4e arrondissement de Paris, André Pairault est élu par l'Assemblée nationale en décembre 1946 au Conseil de la République. Inscrit au groupe du Mouvement républicain populaire (MRP), il est membre de la commission de la Production industrielle. 
Il ne se représente pas aux élections sénatoriales du 7 novembre 1948.